# ザ・クラッカー/真夜中のアウトロー
『ザ・クラッカー/真夜中のアウトロー』（原題: Thief）は、1981年にユナイテッド・アーティスツから公開されたアメリカ映画。マイケル・マンの初映画監督作品。原作はフランク・ホヒマーの小説。

## ストーリー
シカゴで中古自動車の販売を営むフランク（ジェームズ・カーン）は、裏の世界ではプロの金庫破りとして活躍している。現在刑務所に収監されている大泥棒のオークラ（ウィリー・ネルソン）を実の父の様に慕い、彼の教えを守って仲間と仕事をこなしていた。しかしそんな生活に嫌気がさしたフランクはウェイトレスのジェシー（チューズディ・ウェルド）と新しい人生を始めようとしたが、犯罪組織のボスであるレオ（ロバート・プロスキー）がフランクの腕を買って仕事を依頼してくる。

## 背景
マイケル・マンの劇場映画デビュー作であり、監督、製作総指揮、脚本を努める。興行的に成功したとは言えないが、夜間の撮影技術やリアリティを追求した強盗シーン、銃撃シーンなどその後のマイケル・マン作品の基本形とも言える演出が随所に見られる。
「リアリティの追求」はシカゴ市警の元警察官であるデニス・ファリーナとチャック・アダムソン、元宝石泥棒のジョン・サントゥッチらを技術顧問として起用している点にも挙げられる。
デニス・ファリーナは現役の警察官だったが、マイケル・マンがロケ地を探しにシカゴを訪れた際、技術顧問のチャック・アダムソンが彼を紹介したのがきっかけで映画界に転身した。
油圧ドリルや高温のバーナーで金庫をこじ開けるシーンは、サントゥッチが現役時代に実際に使った方法を再現したという。劇中では元泥棒のサントゥッチが刑事を、元警察官のファリーナとアダムソンがマフィアの手下を演じた。
原作の”The Home Invaders”を書いたフランク・ホヒマー（本名John Seybold）は、延べ200軒もの住宅や店舗を襲った宝石泥棒である。ホヒマーを刑務所に送り込んだのがチャック・アダムソンで、アダムソンがこの小説に脚色を加えた。
この映画はロバート・プロスキー、デニス・ファリーナ、ウィリアム・ピーターセン、ジム・ベルーシのデビュー作品となった。

## 銃の描写
コンバットシューティングスタイルである「ウイーバースタンス」による迫力あるガンアクションがラストシーンでの見所である。使用しているコルト・ガバメントはナショナルマッチの改造で、リアサイトがボーマーサイトになっている。
ジェームズ・カーンは”.45オートの神様”の異名を持つジェフ・クーパーが所有していたアリゾナ州の射撃訓練場 ”The American Pistol Institute”（現在の”Gunsite Academy”）で、インストラクターのチャック・テイラーから3日間の指導を受けた。当時ジェフ・クーパーは「泥棒が銃の専門的な知識を持っているとは考えにくい」と訓練に否定的だったという。カーンの手慣れた銃の扱いは、後の「エイリアン・ネイション」「イレイザー」「誘拐犯」などでも見ることが出来る。

## キャスト
| 役名                   | 俳優                     | 日本語吹替                                    |
| 役名                   | 俳優                     | 日本テレビ版                                  |
| ---------------------- | ------------------------ | --------------------------------------------- |
| フランク               | ジェームズ・カーン       | 堀勝之祐                                      |
| ジェシー               | チューズデイ・ウェルド   | 小宮和枝                                      |
| オークラ               | ウィリー・ネルソン       | 大久保正信                                    |
| バリー                 | ジェームズ・ベルーシ     | 玄田哲章                                      |
| リオ                   | ロバート・プロスキー     | 高木均                                        |
| アタッグリア           | トム・シニョレッリ       | 藤城裕士                                      |
| ユリジー               | ジョン・サントゥッチ     | 平林尚三                                      |
| ミッチ                 | W・R・ブラウン           | 加藤正之                                      |
| ギャッグス             | ハル・フランク           | 島香裕                                        |
| ポーラ                 | ローラ・ステイリー       | 上山則子                                      |
| ノーレス               | マージ・コトリスキー     | 竹口安芸子                                    |
| 中華料理店のウェイター | マイケル・ポール・チャン | 喜多川拓郎                                    |
| 不明 その他            | N/A                      | 稲葉実                                        |
| 日本語スタッフ         |                          |                                               |
| 演出                   | 演出                     | 蕨南勝之                                      |
| 翻訳                   | 翻訳                     | 山田ユキ                                      |
| 効果                   | 効果                     | 佐藤良介                                      |
| 調整                   | 調整                     | 遠西勝三                                      |
| 制作                   | 制作                     | 千代田プロダクション                          |
| 解説                   | 解説                     | N/A                                           |
| 初回放送               | 初回放送                 | 1985年12月31日 『年忘れ映画劇場』 27:30-30:00 |

## 日本語字幕
- 高瀬鎮夫（劇場公開版）[2]、菊地浩司（VHS版）[3]

## 劇中で使用される銃器
- コルト M1911A1ジム・ホーグ カスタム
- M1911　ジム・ホーグ ロングスライドカスタム
- コルト コンバットコマンダー
- S&W M19
- H＆K HK91
- ハイスタンダード モデル10
- イサカM37
- M1カービン